# مارك كيرن (لاعب هوكي الجليد)
مارك كيرن هو لاعب هوكي الجليد سويسري، ولد في 28 أبريل 1989 في سويسرا.

## وصلات خارجية
- مارك كيرن على موقع EliteProspects.com (الإنجليزية)
- مارك كيرن على موقع HockeyDB.com (الإنجليزية)